# Seo Jung-won
Seo Jung-won (en hangul, 서정원; en hanja, 徐 正源; nacido el 17 de diciembre de 1970 en Gwangju, Gyeonggi) es un exfutbolista y actual entrenador surcoreano. Jugaba de centrocampista o delantero y su último club fue el SV Ried de Austria. Actualmente dirige a Chengdu Rongcheng de la Superliga de China.
Apodado nalssen dori (equivalente coreano de Speedy Gonzales) en su país, se le ofreció un contrato del F.C. Barcelona y otros gigantes del Viejo Continente después de sus actuaciones en los Juegos Olímpicos de 1992. Aunque Seo jugó principalmente en la K League, también lo hizo para el Red Bull Salzburgo y para el SV Ried como delantero y mediocampista en la Bundesliga austriaca.

## Carrera
Seo realizó su debut profesional en la K League de Corea del Sur para F.C. Seoul, por entonces conocido como LG Cheetahs, y luego jugó en Suwon Samsung Bluewings desde 1998 a 2004. En lo que se refiere al plano internacional, tiene más de 100 partidos para su país y fue convocado como miembro de la Selección de fútbol de Corea del Sur en la Copa Mundial de la FIFA de 1994 y 1998, y en los Juegos Asiáticos de 1990 y 1994. Su contrato con SV Ried expiró en mayo de 2006, por lo que tras eso se retiró del fútbol profesional.
Después de que el entrenador del equipo nacional de fútbol de Corea del Sur, Pim Verbeek, renunciara en julio de 2007, Seo ingresó en la lista de candidatos a suceder al neerlandés. Desde 2009 hasta 2010, él y su excompañero de equipo nacional y amigo cercano, Hong Myung-bo, trabajaron juntos como parte del cuerpo técnico de los seleccionados sub-20 y sub-23 de Corea del Sur. En 2010, Seo se unió al personal de entrenadores del combinado absoluto bajo la dirección de Cho Kwang-rae. Desde 2012, ha sido miembro del cuerpo técnico de Suwon Samsung Bluewings, convirtiéndose en el entrenador del club en 2013. Bajo su mandato, los Bluewings finalizaron las temporadas 2014 y 2015 como subcampeones y ganaron la Copa FA de Corea en 2016. La final de la Copa fue notable, ya que se enfrentaron Suwon Samsung Bluewings y F.C. Seoul, una de las mayores rivalidades de la K League. El partido se definió en tiempo extra después de que F.C. Seoul anotara un gol en el minuto 93, igualando el marcador 3-3 tras los partidos de ida y vuelta. Después de una etapa suplementaria sin goles, la final de la Copa se definió por penales, donde Suwon Samsung Bluewings ganó 10-9. La Copa FA fue el primer torneo de Seo en su carrera como entrenador.

## Trayectoria

### Clubes como futbolista
| Club                             | País          | Año         |
| -------------------------------- | ------------- | ----------- |
| LG Cheetahs / Anyang LG Cheetahs | Corea del Sur | 1992 - 1997 |
| Estrasburgo                      | Francia       | 1998        |
| Suwon Samsung Bluewings          | Corea del Sur | 1999 - 2004 |
| Red Bull Salzburgo               | Austria       | 2005        |
| SV Ried                          | Austria       | 2006 - 2007 |

### Selección nacional como futbolista
| Club     | País          | Año         |
| -------- | ------------- | ----------- |
| Sub-17   | Corea del Sur | 1987        |
| Sub-20   | Corea del Sur | 1988        |
| Sub-23   | Corea del Sur | 1991 - 1992 |
| Absoluta | Corea del Sur | 1990 - 2001 |

### Clubes como entrenador
| Club                                | País          | Año           |
| ----------------------------------- | ------------- | ------------- |
| Suwon Samsung Bluewings (asistente) | Corea del Sur | 2012          |
| Suwon Samsung Bluewings             | Corea del Sur | 2013-2018     |
| Chengdu Rongcheng                   | China         | 2020-presente |

### Selección nacional como entrenador
| Club                 | País          | Año         |
| -------------------- | ------------- | ----------- |
| Sub-23 (asistente)   | Corea del Sur | 2008 - 2010 |
| Absoluta (asistente) | Corea del Sur | 2010 - 2011 |

## Estadísticas

### Como futbolista

#### Clubes
| Club                         | Año           | Liga                  | Liga  | Liga  | Copa  | Copa  | Copa de la Liga | Copa de la Liga | Continental | Continental | Total | Total |
| Club                         | Año           | División              | Part. | Goles | Part. | Goles | Part.           | Goles           | Part.       | Goles       | Part. | Goles |
| ---------------------------- | ------------- | --------------------- | ----- | ----- | ----- | ----- | --------------- | --------------- | ----------- | ----------- | ----- | ----- |
| LG Cheetahs                  | 1992          | K League              | 16    | 3     | —     | —     | 5               | 1               | —           | —           | 21    | 4     |
| LG Cheetahs                  | 1993          | K League              | 9     | 2     | —     | —     | 2               | 0               | —           | —           | 11    | 2     |
| LG Cheetahs                  | 1994          | K League              | 4     | 1     | —     | —     | 0               | 0               | —           | —           | 4     | 1     |
| LG Cheetahs                  | 1995          | K League              | 4     | 0     | —     | —     | 0               | 0               | —           | —           | 4     | 0     |
| LG Cheetahs                  | 1996          | K League              | 27    | 6     | 0     | 0     | 0               | 0               | —           | —           | 27    | 6     |
| LG Cheetahs                  | 1997          | K League              | 6     | 1     | 4     | 4     | 11              | 8               | —           | —           | 21    | 13    |
| LG Cheetahs                  | Total         | Total                 | 66    | 13    | 4     | 4     | 18              | 9               | —           | —           | 88    | 26    |
| Sangmu FC (servicio militar) | 1994          | Semi-pro League       |       |       |       |       |                 |                 | —           | —           |       |       |
| Sangmu FC (servicio militar) | 1995          | Semi-pro League       |       |       |       |       |                 |                 | —           | —           |       |       |
| Sangmu FC (servicio militar) | Total         | Total                 |       |       |       |       |                 |                 | —           | —           |       |       |
| Strasbourg                   | 1997–98       | División Francesa 1   | 12    | 4     | 1     | 0     | 0               | 0               | 0           | 0           | 13    | 4     |
| Strasbourg                   | 1998–99       | División Francesa 1   | 4     | 0     | 1     | 1     | 1               | 0               | —           | —           | 6     | 1     |
| Strasbourg                   | Total         | Total                 | 16    | 4     | 2     | 1     | 1               | 0               | 0           | 0           | 19    | 5     |
| Suwon Samsung Bluewings      | 1999          | K League              | 15    | 7     |       |       | 12              | 4               |             |             | 27    | 11    |
| Suwon Samsung Bluewings      | 2000          | K League              | 22    | 2     |       |       | 3               | 2               |             |             | 25    | 4     |
| Suwon Samsung Bluewings      | 2001          | K League              | 25    | 11    |       |       | 8               | 0               |             |             | 33    | 11    |
| Suwon Samsung Bluewings      | 2002          | K League              | 23    | 5     |       |       | 9               | 4               |             |             | 32    | 9     |
| Suwon Samsung Bluewings      | 2003          | K League              | 43    | 10    | 0     | 0     | —               | —               | —           | —           | 43    | 10    |
| Suwon Samsung Bluewings      | 2004          | K League              | 15    | 1     | 1     | 0     | 10              | 0               | —           | —           | 26    | 1     |
| Suwon Samsung Bluewings      | Total         | Total                 | 143   | 36    | 1     | 0     | 42              | 10              |             |             | 186   | 46    |
| Austria Salzburg             | 2004–05       | Bundesliga de Austria | 12    | 2     | 1     | 0     | —               | —               | —           | —           | 13    | 2     |
| SV Ried                      | 2005–06       | Bundesliga de Austria | 28    | 7     | 1     | 0     | —               | —               | —           | —           | 29    | 7     |
| SV Ried                      | 2006–07       | Bundesliga de Austria | 27    | 2     | 1     | 0     | —               | —               | 6           | 2           | 34    | 4     |
| SV Ried                      | Total         | Total                 | 55    | 9     | 2     | 0     | —               | —               | 6           | 2           | 63    | 11    |
| Total carrera                | Total carrera | Total carrera         | 292   | 64    | 10    | 5     | 61              | 19              | 6           | 2           | 369   | 90    |

#### Selección nacional
Fuente:
| Selección de Corea del Sur | Selección de Corea del Sur | Selección de Corea del Sur |
| Año                        | Part.                      | Goles                      |
| -------------------------- | -------------------------- | -------------------------- |
| 1990                       | 11                         | 5                          |
| 1991                       | 0                          | 0                          |
| 1992                       | 1                          | 0                          |
| 1993                       | 19                         | 4                          |
| 1994                       | 13                         | 2                          |
| 1995                       | 2                          | 0                          |
| 1996                       | 8                          | 1                          |
| 1997                       | 20                         | 4                          |
| 1998                       | 7                          | 0                          |
| 1999                       | 5                          | 0                          |
| 2000                       | 0                          | 0                          |
| 2001                       | 3                          | 0                          |
| Total                      | 89                         | 16                         |

##### Goles internacionales
| No  | Fecha                    | Sede                   | Oponente         | Gol     | Resultado | Competición                                          |
| --- | ------------------------ | ---------------------- | ---------------- | ------- | --------- | ---------------------------------------------------- |
| 1.  | 8 de septiembre de 1990  | Busan, Corea del Sur   | Australia        | 1 gol   | 1–0       | Partido amistoso                                     |
| 2.  | 23 de septiembre de 1990 | Pekín, China           | Singapur         | 2 goles | 7–0       | Juegos Asiáticos de 1990                             |
| 3.  | 23 de septiembre de 1990 | Pekín, China           | Singapur         | 2 goles | 7–0       | Juegos Asiáticos de 1990                             |
| 4.  | 27 de septiembre de 1990 | Pekín, China           | China            | 2 goles | 2–0       | Juegos Asiáticos de 1990                             |
| 5.  | 27 de septiembre de 1990 | Pekín, China           | China            | 2 goles | 2–0       | Juegos Asiáticos de 1990                             |
| 6.  | 28 de abril de 1993      | Ulsan, Corea del Sur   | Irak             | 1 gol   | 2–2       | Partido amistoso                                     |
| 7.  | 15 de mayo de 1993       | Beirut, Líbano         | Hong Kong        | 1 gol   | 3–0       | Eliminatorias para la Copa Mundial de Fútbol de 1994 |
| 8.  | 19 de junio de 1993      | Seúl, Corea del Sur    | Egipto           | 1 gol   | 1–2       | Copa Presidente 1993                                 |
| 9.  | 24 de septiembre de 1993 | Seúl, Corea del Sur    | Australia        | 1 gol   | 1–1       | Partido amistoso                                     |
| 10. | 17 de junio de 1994      | Dallas, Estados Unidos | España           | 1 gol   | 2–2       | Copa Mundial de Fútbol de 1994                       |
| 11. | 15 de octubre de 1994    | Hiroshima, Japón       | Kuwait           | 1 gol   | 1–2       | Juegos Asiáticos de 1994                             |
| 12. | 25 de septiembre de 1996 | Seúl, Corea del Sur    | China            | 1 gol   | 3–1       | Partido Anual Corea-China                            |
| 13. | 22 de febrero de 1997    | Hong Kong              | Hong Kong        | 1 gol   | 2–0       | Eliminatorias para la Copa Mundial de Fútbol de 1998 |
| 14. | 14 de junio de 1997      | Suwon, Corea del Sur   | Ghana            | 1 gol   | 3–0       | Korea Cup 1997                                       |
| 15. | 16 de junio de 1997      | Seúl, Corea del Sur    | RF de Yugoslavia | 1 gol   | 1–1       | Korea Cup 1997                                       |
| 16. | 28 de septiembre de 1997 | Tokio, Japón           | Japón            | 1 gol   | 2–1       | Eliminatorias para la Copa Mundial de Fútbol de 1998 |

##### Participaciones en fases finales
| Torneo                                | Sede           | Resultado        | Partidos | Goles |
| ------------------------------------- | -------------- | ---------------- | -------- | ----- |
| Copa Mundial de Fútbol Sub-16 de 1987 | Canadá         | Cuartos de final | 0        | 0     |
| Juegos Asiáticos de 1990              | Pekín          | Tercer puesto    | —        | —     |
| Juegos Olímpicos de 1992              | Barcelona      | Primera fase     | 3        | 1     |
| Copa Mundial de Fútbol de 1994        | Estados Unidos | Primera fase     | 3        | 1     |
| Juegos Asiáticos de 1994              | Hiroshima      | Cuarto puesto    | —        | —     |
| Copa Asiática 1996                    | EAU            | Cuartos de final | 2        | 0     |
| Copa Mundial de Fútbol de 1998        | Francia        | Primera fase     | 3        | 0     |

## Palmarés

### Como futbolista

#### Títulos nacionales
| Título                        | Club                    | País          | Año   |
| ----------------------------- | ----------------------- | ------------- | ----- |
| Liga Semiprofesional de Corea | Sangmu                  | Corea del Sur | 1994  |
| Supercopa de Corea            | Suwon Samsung Bluewings | Corea del Sur | 1999  |
| Copa de la Liga de Corea      | Suwon Samsung Bluewings | Corea del Sur | 1999  |
| K League 1                    | Suwon Samsung Bluewings | Corea del Sur | 1999  |
| Copa de la Liga de Corea      | Suwon Samsung Bluewings | Corea del Sur | 1999+ |
| Supercopa de Corea            | Suwon Samsung Bluewings | Corea del Sur | 2000  |
| Copa de la Liga de Corea      | Suwon Samsung Bluewings | Corea del Sur | 2000  |
| Copa de la Liga de Corea      | Suwon Samsung Bluewings | Corea del Sur | 2001  |
| Korean FA Cup                 | Suwon Samsung Bluewings | Corea del Sur | 2002  |
| K League 1                    | Suwon Samsung Bluewings | Corea del Sur | 2004  |

#### Títulos internacionales
| Título                        | Club                    | Sede     | Año  |
| ----------------------------- | ----------------------- | -------- | ---- |
| Campeonato Asiático de Clubes | Suwon Samsung Bluewings | Suwon    | 2001 |
| Supercopa de la AFC           | Suwon Samsung Bluewings | Yeda     | 2001 |
| Campeonato Asiático de Clubes | Suwon Samsung Bluewings | Teherán  | 2002 |
| Supercopa de la AFC           | Suwon Samsung Bluewings | Riad     | 2002 |
| Copa Intertoto                | SV Ried                 | Tiráspol | 2006 |

(*) Incluyendo la Selección

#### Distinciones individuales
| Distinción                                    | Año  |
| --------------------------------------------- | ---- |
| K League Best XI                              | 1999 |
| Jugador Más Valioso de la Supercopa de la AFC | 2001 |
| K League Best XI                              | 2001 |
| Jugador Más Valioso de la Korean FA Cup       | 2002 |
| K League Best XI                              | 2002 |
| K League 30th Anniversary Best XI             | 2013 |

### Como entrenador

#### Títulos nacionales
| Título        | Club                    | País          | Año  |
| ------------- | ----------------------- | ------------- | ---- |
| Korean FA Cup | Suwon Samsung Bluewings | Corea del Sur | 2016 |